# Licasto

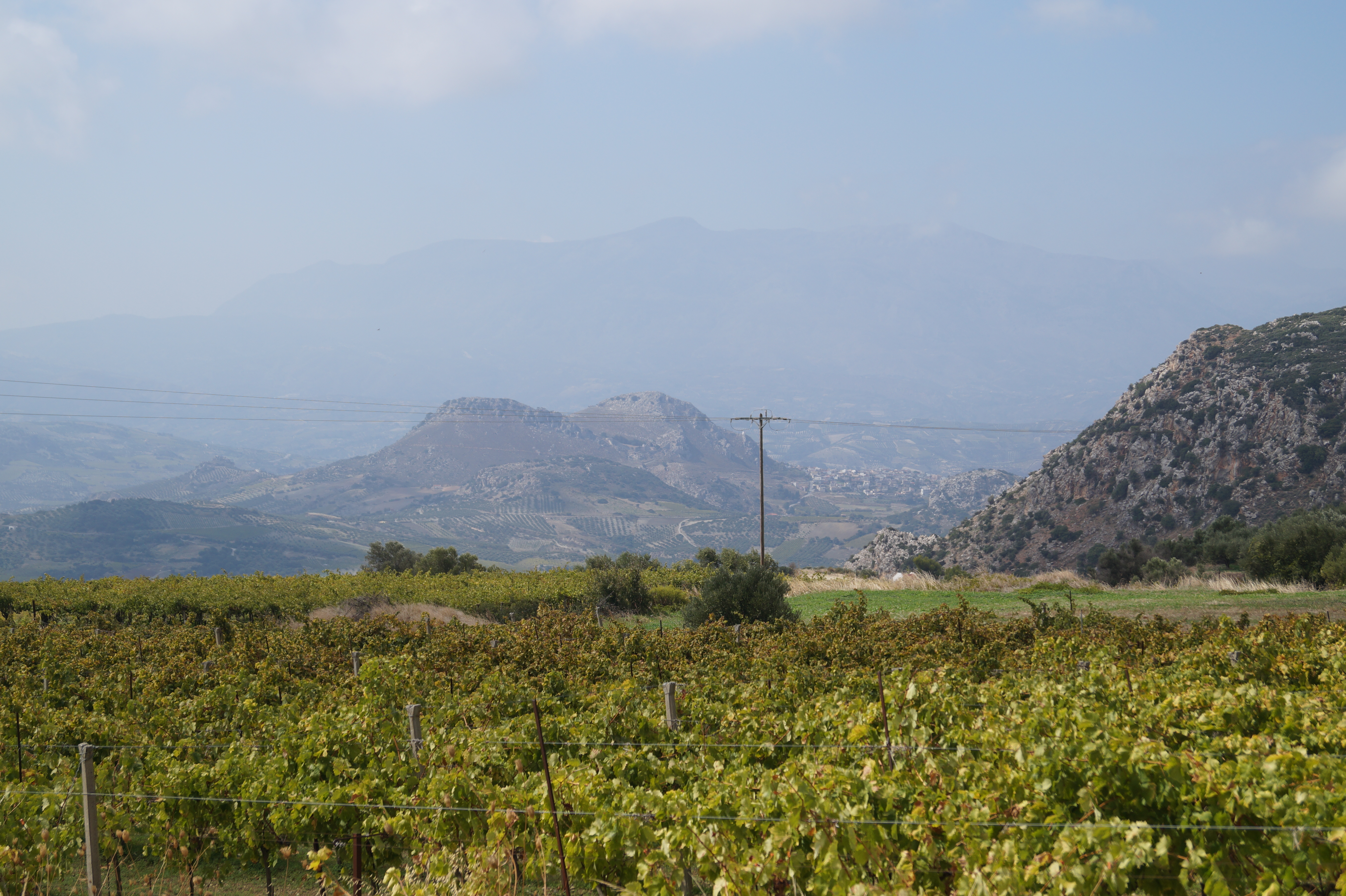
Creta, villa minoica de Vatípetro. Vista al oeste sobre el pueblo Profitis Ilias. Entre las dos colinas se encuentra el castillo veneciano Kastellania. En este lugar, estaba probablemente la antigua Licasto.

Licasto (en griego, Λύκαστος) es el nombre de una antigua ciudad griega de Creta, que fue mencionada por Homero en el Catálogo de las naves de la Ilíada.
En tiempos de Estrabón estaba deshabitada, ya que sufrió una destrucción y su territorio pasó a manos de los habitantes de Cnoso.
Arthur Evans proponía que debía identificarse con un yacimiento arqueológico situado en Visala, pero tal identificación no se considera muy fiable. Suele localizarse en un lugar próximo a la actual Kypárissos, unos 17 km al sudoeste de Heraclión.
Se ha sugerido que Licasto se identifica con un topónimo de las tablillas de lineal B bajo la forma ru-ki-to, aunque también se ha apuntado la posibilidad de que ese topónimo se identifique con otra ciudad llamada Licto.